# MobileMe
MobileMe fue una suite en Internet diseñado por Apple. Fue anunciada en la WWDC 2008.
Fue la sustitución de .Mac. Estuvo disponible para Mac OS X, PC y iOS.
MobileMe proveía de servicios de Internet al iPhone, Mac OS X, Windows, iPod Touch y iPad.
Muchas de las funciones de .Mac se perdieron. De igual manera, dejó de haber soporte para Mac OS X v10.3.
El 12 de mayo de 2010, Apple lanzó la beta de una nueva versión de MobileMe, la cual incluyó diversas funcionalidades nuevas, entre ellas SSL, visualización en pantalla completa, reglas, botón de archivar mensajes de correo electrónico y mejoras de velocidad, entre otras. 
El 22 de noviembre de 2010 (el día que fue lanzado iOS 4.2) la función Find my iPhone fue convertida a gratuita, por lo que se podía acceder a MobileMe con el ID de Apple. Esto estuvo únicamente disponible para los dispositivos con iOS 4.2, ya que incluía poder acceder a MobileMe con el ID de Apple.

## Características

### Find My iPhone
MobileMe permitía a sus usuarios conocer la localización de sus iPhone, iPod touch o iPad a través del sitio web www.me.com/find El usuario podía ver en un mapa la localización aproximada (junto con un círculo que muestra un radio de error), escribir un mensaje y/o reproducir un sonido (incluso si se encontraba en silencio), cambiar la contraseña, y borrar remotamente el contenido del dispositivo. Apple también liberó una aplicación que permite a los usuarios localizar sus dispositivos desde cualquier otro que corra iOS 4. La función fue anunciada el 10 de junio de 2009 y fue incluida en iOS 3.0 como una función para usuarios de MobileMe. Find My iPhone fue hecha gratuita con la salida del iOS 4.2.1 el 22 de noviembre de 2010, pero solo para dispositivos salidos el 2010. Esta, únicamente disponible para los dispositivos con iOS 4.2, ya que incluye poder loguearse a MobileMe con el ID de Apple.

### Almacenamiento
MobileMe contaba con dos tipos de plan.
El individual incluía 20 GB para el correo y almacenamiento de archivos y 200 GB de transferencia de datos mensual.
El Paquete Familiar incluía 40GB de almacenamiento divididos en 20GB individuales (principal) y 4 subcuentas de 5GB, cada una con su propia dirección de correo, almacenamiento en línea y capaz de acceder a todas las funciones de MobileMe. Además, los miembros de la familia tenían una carpeta compartida en su iDisk donde podían compartir datos entre ellos. La cuenta primaria y las subcuentas podían leer/escribir en la carpeta y el tamaño estaba limitado al espacio disponible en el iDisk de la cuenta principal.
Los miembros principales podían comprar almacenamiento adicional de 20 o 40 GB, las subcuentas no podían aumentar. En cuentas familiares, la cantidad de almacenamiento estaba designado por cuentas.
Las notas (de Mail en los Mac, y Notas en el iPhone) eran sincronizadas a través del servicio MobileMe, pero no podían ser vistas o editadas en línea. Las listas Por hacer (creadas por Mail y iCal en los Mac) eran visibles y editables en el sitio de MobileMe (en Calendario), pero no eran visibles o editables en un iPhone. Con el anuncio de iOS 4 se implementó la sincronización de Notas sobre IMAP (incluyendo MobileMe).

### Contactos y Calendario
MobileMe mantenía sincronizada los Contactos y Calendarios usando la tecnología Push. Si algún usuario hacía cambios a un contacto o evento en algún dispositivo, este era sincronizado automáticamente a los servidores de MobileMe, por lo tanto, en todos los otros dispositivos del usuario. Los dispositivos soportados incluían el iPhone, la Agenda de contactos en Mac OS X, o Microsoft Outlook 2003 o posterior en Microsoft Windows.
Los calendarios de suscripción en iCal en una Mac no eran visibles en los servicios en línea de MobileMe (aunque Cumpleaños es visible en línea, porque reúne la información de Contactos en vez de calendarios de suscripción (.ics) de CalDav o iCalendar).
Mail
Push Mail. Incluía una cuenta @me.com. Cuando un mensaje era recibido era enviado automáticamente a los otros dispositivos del usuario (iPhone, iPod Touch, Mac o PC).
Libro de Contactos
Address Book (Push). Cuando un contacto era agregado era enviado automáticamente a los otros dispositivos.
Calendario
Calendar (Push). Cuando un evento era agregado al calendario éste era sincronizado automáticamente con los otros dispositivos.
Galería
Galería de fotos pública. Las fotos podían ser cargadas al Navegador o sincronizadas con iPhoto en una Mac enviándolos al iPhone y iPod Touch.
iDisk
iDisk, que era accesible con un navegador, Finder en un Mac, o como disco remoto en Microsoft Windows. iDisk también podía compartir archivos, enviándolos via correo electrónico.
Navegadores soportados
Mobile Me soportaba los siguientes navegadores: Safari 3 o posterior (Mac + PC), Firefox 2 o posterior (Mac + PC), o Internet Explorer 7 (PC) o posterior.
Find my iPhone
Servicio con el que se podía mostrar un mensaje, bloquear o formatear a distancia un iPhone/iPod Touch/iPad, además de intentar mostrar una ubicación del dispositivo.

## Precio
Un paquete individual para una cuenta MobileMe de un año costaba $99 USD (£59 / 79 €), mientras que un paquete familiar (que incluye una cuenta individual y cuatro familiares) costaba $149 USD (£89 / 119 €) por año. La cuenta individual tenía 20GB de espacio en correo electrónico y almacenamiento de archivos en 200GB de transferencia mensual, mientras que el paquete familiar tendría, para cada cuenta, 5GB de espacio en correo electrónico y almacenamiento de archivos, y 50GB de transferencia mensual.

## iCloud
iCloud sustituyó a MobileMe. Se quitó la publicación de webs vía IWeb pero se mejoraron los otros servicios.